# Kreditsicherungsrecht (Deutschland)
Kreditsicherung ist die Absicherung eines Kreditrisikos durch Sachen, Rechte oder durch die Bonität von anderen Unternehmen oder Personen. Die  gestellte Sicherheit wird als Kreditsicherheit bezeichnet.  Durch Kreditsicherung beabsichtigt der Gläubiger einer Forderung, dass diese insolvenzsicher wird für den Fall, dass der Schuldner selbst die Tilgung und/oder Zinsen ganz oder teilweise nicht mehr erbringen kann. Kredite ohne Kreditsicherung werden als Blankokredite bezeichnet.

## Allgemeines
Kreditsicherung ist in weiten Kreisen der Wirtschaft allgemein ein Instrument der Risikominderung. Überall dort, wo ein Gläubiger ein Kreditrisiko nicht tragen will, hat er die Möglichkeit, es abzusichern. Das kann geschehen durch Eigentumsvorbehalte oder Delkredereversicherungen (Lieferanten, Kreditoren), Exportkreditversicherungen (Exporteure, Importeure), Kreditsicherheiten im engeren Sinne (Kreditgeschäfte im Bankwesen) oder Rückversicherungen im Versicherungswesen. Es ist die Funktion der Kreditsicherheiten, die dem Kreditgeschäft innewohnende Unsicherheit möglichst weitgehend zu reduzieren. Die Vereinbarung über die Stellung von Kreditsicherheiten heißt Sicherungsvertrag, der die Kreditsicherheit verlangende Vertragspartner wird hierin Sicherungsnehmer, der die Sicherheit gebende wird Sicherungsgeber genannt. Der Sicherungsgeber muss nicht auch der Kreditnehmer sein, doch ist der Sicherungsnehmer stets auch Kreditgeber.

## Rechtsfragen
Eine Kreditsicherheit ist regelmäßig erforderlich, wenn der Gläubiger seine Forderung aus Risikogründen nicht unbesichert lassen will. Das Gesetz bestimmt aus diesem Grunde einige Rechtsgeschäfte von vorneherein als Kreditsicherheit (so genannte originäre Kreditsicherheiten), nämlich abschließend den Eigentumsvorbehalt (§ 449 Abs. 1 BGB), die Bürgschaft (§ 765 Abs. 1 BGB), die Hypothek (§ 1113 BGB) und das Pfandrecht (§ 1204 BGB). Bei diesen Rechtsgeschäften verlangt das Gesetz das Bestehen einer Forderung (oder Verbindlichkeit aus der Sicht des Sicherungsgebers oder Schuldners), damit diese gesetzlich vorgesehenen Kreditsicherheiten überhaupt rechtswirksam werden oder bleiben können. Darüber hinaus ist noch eine Vielzahl von Kreditsicherheiten durch Vertragsgestaltung entwickelt worden (derivative Kreditsicherheiten). Als Kreditsicherheit können grundsätzlich auch unpfändbare Sachen dienen.
Kreditsicherungen sind somit vor allem aus rechtlicher Sicht:
- Pfandrechte an Rechten (z. B. an Forderungen oder Gesellschaftsanteilen), an beweglichen Sachen (Verpfändung) und Grundstücken oder grundstücksgleichen Rechten (Grundpfandrechte: Hypothek, Grund- und Rentenschuld, Reallast);
- Abtretung von Forderungen (Sicherungsabtretung);
- Schuldbeitritt, gesamtschuldnerische Haftung und Schuldmitübernahme;
- Garantie;
- Sicherungsübereignung, Sicherungsübereignung von Kraftfahrzeugen.

Kennzeichnend für die Kreditsicherung ist, dass dem Gläubiger zum Zwecke der Sicherung seines Anspruchs gegen den Schuldner weitere Rechte durch Sicherungsvertrag eingeräumt werden. Diese weiteren Rechte können sich entweder gegen den Schuldner selbst oder Teile seines Vermögens richten oder die Gläubigersicherung kann darin bestehen, dass der Gläubiger zum Zwecke der Befriedigung seines Anspruchs gegen den Schuldner Dritte in Anspruch nehmen kann.
Kreditsicherheiten können durch verschiedene Arten von Gläubigern verlangt werden; am häufigsten werden Sicherheiten bei der Kreditgewährung im Rahmen des Kreditvertrages durch Kreditinstitute vereinbart. Die Institute stellen dann ihre Kreditgewährung nicht mehr alleine auf die Rückzahlungsansprüche gegen den Kreditnehmer ab, sondern begründen hiervon weitgehend selbständige Ansprüche auf Verwertungserlöse aus Kreditsicherheiten.
Wegen der funktionalen Äquivalenz der verschiedenen Rechtsinstitute der Kreditsicherung ist eine Gesamtbetrachtung nutzbringend.

## Unterscheidungen
Sicherheiten lassen sich nach der Inanspruchnahme in Personen- und Sachsicherheiten unterscheiden. Eine weitere Abgrenzung ermöglicht der Rechtscharakter; dabei wird zwischen akzessorischen und nicht akzessorischen (sog. abstrakten) Sicherheiten unterschieden. Zudem kann unterschieden werden danach, ob das Gesetz die Kreditsicherheiten als solche vorsieht (originäre Sicherheiten) oder ob die Sicherheiten erst durch die Kautelarpraxis entwickelt wurden (derivative Sicherheiten).
- Personalsicherheiten sind die Bürgschaft (§ 765 BGB), die Garantie, die Schuldübernahme (§ 421 BGB) und die Patronatserklärung.

- Zu den Sachsicherheiten gehören die Abtretung gemäß § 398 BGB, die Sicherungsübereignung (§§ 929 und 930 BGB), das Pfandrecht (§§ 1204 ff. und §§ 1273 ff. BGB), die Hypothek (§§ 1113 ff. BGB) und die Grundschuld (§§ 1191 ff. BGB).

- Originäre Sicherheiten sind von diesen Bürgschaft, Hypothek und Pfandrechte. Derivative sind entsprechend Garantie, (Sicherungs-)Grundschuld, (Sicherungs-)Zession und Sicherungsübereignung.

Werden Kreditsicherheiten mehreren Gläubigern gleichzeitig zur Verfügung gestellt, spricht man von einem Sicherheitenpool (siehe auch Sicherheiten-Treuhandvertrag).

## Bankübliche Kreditsicherheiten
Den Kreditinstituten werden in Deutschland keine gesetzlichen Pflichten zur Hereinnahme von Kreditsicherheiten auferlegt. Weder das Kreditwesengesetz (KWG) noch die Kapitaladäquanzverordnung (englische Abkürzung CRR) oder die Mindestanforderungen an das Kreditgeschäft bestimmen, wann konkret Kreditsicherheiten hereinzunehmen sind und wann nicht. Allerdings können sich Sicherheiten nach § 154 SolvV risikomindernd auf das Adressenausfallrisiko des Kreditnehmers auswirken und deshalb bei der Eigenmittelbelastung in Anrechnung gebracht werden, was die Eigenkapitalkosten für gewährte Kredite und damit die Kreditkosten für den Kreditnehmer mindert. Kreditsicherheiten sind kein Bestandteil des Ratings; der Sicherheitenwunsch kann jedoch Ergebnis des Ratings sein. Sicherheiten dürfen erst bei der Ermittlung des tatsächlich erwarteten Ausfalls berücksichtigt werden. Deshalb dürfen die Kreditinstitute im Rahmen ihrer Kreditwürdigkeitsprüfung autonom entscheiden, ob und welche Kreditsicherheiten sie hereinnehmen. Dabei konzentrieren sie sich auf „bankübliche Kreditsicherheiten“. Der gesetzlich nicht erwähnte unbestimmte Rechtsbegriff „bankübliche Kreditsicherheiten“ trifft auf verschiedene Sicherheitenarten zu, die folgende Gemeinsamkeiten aufweisen:
- geringe Wertschwankungen:

Die Kreditsicherheit darf nur geringe Wertschwankungen im Zeitablauf, insbesondere während der Kreditlaufzeit, aufweisen.
- schnelle Liquidisierbarkeit:

Die Kreditsicherheit muss ohne umständliche Prozeduren oder rechtliche Hindernisse unverzüglich in Geld umwandelbar sein.
- keine Korrelation mit der wirtschaftlichen Lage des Kreditnehmers:

Die Kreditsicherheit darf keine positive Korrelation mit der wirtschaftlichen Situation des Kreditnehmers aufweisen.
- Insolvenzfestigkeit:

Die Kreditsicherheit darf in der Insolvenz des Sicherheitengebers nicht anfechtbar sein und muss ein Absonderungsrecht begründen.
Diese Kriterien werden allgemein von folgenden Kreditsicherheiten erfüllt:
| Als Kreditsicherheit dienendes Wirtschaftsobjekt/Wirtschaftssubjekt                                       | Sicherungsvertrag |
| --- | --- |
| bewegliche Sachen Kraftfahrzeuge Maschinen Wertpapiere                                                    | Sicherungsübereignung Sicherungsübereignung von Kraftfahrzeugen Sicherungsübereignung Verpfändung, Sicherungsabtretung |
| Forderungen aus Lieferungen und Leistungen aus Bankguthaben aus Lebensversicherungen aus Arbeitseinkommen | Sicherungsabtretung, Verpfändung Lohn- und Gehaltsabtretung                                                            |
| Immobilien Wohnimmobilien Gewerbeimmobilien                                                               | Grundpfandrechte |
| Bürge | Bürgschaft |
| Garant | Garantie |

### Einzelheiten

#### Registerpfandrechte
Als Registerpfandrechte bezeichnet man die in einem öffentlichen Register eintragungsfähigen Pfandrechte. Im Regelfall werden bei Immobilien Grundschulden (Sicherungsgrundschulden) zur Sicherung von langfristigen Krediten (Kreditlaufzeit > 4 Jahre) verwendet und im Grundbuch von Grundstücken oder grundstücksgleichen Rechten eingetragen. Hypotheken hingegen spielen in der Bankenpraxis keine große Rolle, da diese als akzessorische Sicherheiten nur sehr aufwendig für die Sicherung anderer Kredite verwendet werden können. Im Rahmen der Finanzierung von Schiffen wird die Schiffshypothek, bei Flugzeugen seit ihrer Einführung 2009 die Flugzeughypothek genutzt. Sie werden im Schiffsregister bzw. im Register für Pfandrechte an Luftfahrzeugen eingetragen.

#### Bürgschaften
Bürgschaften sind in einer Reihe von Situationen übliche Sicherheiten, um Vermögensverschiebungen zu Lasten des Gläubigers zu verhindern:
- Bürgschaft des Gesellschafters/Geschäftsführers für seine kreditnehmende GmbH (Gesellschafterbürgschaft),
- Bürgschaft des Ehepartners für Schulden des anderen Ehepartners (Ehegattenbürgschaft)

Weiterhin kommen Bürgschaften von Familienangehörigen vor, wenn die Bonität des jeweiligen Kreditnehmers nicht ausreichend ist.
Im Firmenkundenbereich spielen Bürgschaften, Garantien und Patronatserklärungen zwischen verbundenen Unternehmen eine wichtige Rolle. Konzernbürgschaften, -Garantien und bestimmte Arten der Patronatserklärung werden nicht als formale Kreditsicherheit anerkannt.

#### Zessionen (Forderungsabtretung)
Im Privatkundenbereich ist eine Lohn- und Gehaltsabtretung meistens in die Kreditverträge eingearbeitet (Lohnabtretungsklausel). Da sie nicht insolvenzfest ist und deshalb gegen die Prinzipien banküblicher Sicherheiten verstößt, ist sie formal keine Kreditsicherheit.
Häufig werden Ansprüche aus Versicherungsleistungen abgetreten:
- kapitalbildende Lebensversicherung zur Tilgung des Kredites
- Risikolebensversicherung zur Abdeckung des Todesfallrisikos
- Feuerversicherung bei der Finanzierung von Immobilien
- Kaskoversicherung bei der Finanzierung von Kraftfahrzeugen

Zur Absicherung eines Kredites wird häufig eine Restschuldversicherung vereinbart (und abgetreten), die das Risiko von Tod, Krankheit und ggf. Arbeitslosigkeit abdeckt.
Bei der Finanzierung von Freiberuflern, Selbstständigen und Unternehmen wird oft eine Forderungsabtretung vereinbart. So tritt z. B. ein Arzt seine Forderungen gegen die kassenärztliche Vereinigung an die Bank als Sicherheit für seine Praxisfinanzierung ab.
Im Bereich der Unternehmensfinanzierung wird die Mantel- oder Globalzession mehrerer Forderungen aus Lieferungen und Leistungen als Kreditsicherungsmittel genutzt.

#### Verpfändungen und Lombardkredit
Man unterscheidet die Verpfändung von Rechten und beweglichen Sachen. Üblich ist eine Verpfändung von Wertpapierbeständen (z. B. im Rahmen eines Effektenlombardkredites). Wertpapiere im engeren Sinne werden wie Sachen verpfändet, also durch eine Einigung und Übergabe. Verpfändungen von Sachwerten haben bei Bankkrediten (außer bei Edelmetallen) keine Relevanz, sondern werden vielmehr bei der Pfandleihe bevorzugt. Der Schuldner bleibt Eigentümer und der Kreditgeber wird Besitzer des Pfandes (Faustpfandprinzip).

#### Sicherungsübereignung
Die Nachteile der körperlichen Übergabe, wie im Falle der Verpfändung von beweglichen Vermögenswerten, werden bei der Sicherungsübereignung vermieden. Der Eigentumsübergang am Sicherungsgut findet zwar rechtlich statt, die Übergabe wird jedoch nach § 930 BGB durch ein Besitzmittlungsverhältnis (Besitzkonstitut) ersetzt. Da der Gläubiger hierdurch dem Kreditnehmer die übereignete Sache leihweise zum unmittelbaren Besitz überlässt, ist die Bank einem größeren Risiko des Sicherheitenverlustes ausgesetzt als etwa bei der Verpfändung.
Im Bereich der Kfz-Finanzierung ist eine Sicherungsübereignung von Kraftfahrzeugen möglich. Die Zulassungsbescheinigung II (früher Kfz-Brief, siehe Fahrzeugbrief) wird dabei der Bank übergeben.
Im Firmenkundenbereich sind Sicherungsübereignungen von Warenbeständen und Maschinen üblich (z. B. in Form eines Raumsicherungsvertrags).

#### Weitere Kreditsicherheiten
Weitere Sicherheiten im Firmenkundenbereich sind die Negativerklärung, die Patronatserklärung oder die verschiedenen Formen der Mithaftung außerhalb der Bürgschaft (wie etwa Garantie, Schuldbeitritt, kumulative Schuldübernahme oder gesamtschuldnerische Haftung). Negativ- und bestimmte Patronatserklärungen gelten formal nicht als Kreditsicherheiten; dagegen gewährte Kredite sind Blankokredite.

### Beleihungsgrenzen
Da Wertpapiere grundsätzlich Kursschwankungen (auch Volatilität genannt) unterliegen, erfolgt die Bemessungsgrundlage anhand verschiedener Beleihungsgrenzen:
- Staatsanleihen (gute Bonität): 100 Prozent,
- Inhaberschuldverschreibungen: zwischen 90 und 100 Prozent,
- Deutsche Aktien: zwischen 60 und 80 Prozent,
- Ausländische Nebenwerte: zwischen 20 und 60 Prozent und
- Investmentfonds: zwischen 40 und 80 Prozent.[4]

Hierbei handelt es sich jedoch nicht um fest vorgegebene Beleihungsgrenzen. Jedes Kreditinstitut kann selbst festlegen, mit welchem Prozentsatz die Kreditsicherheit bei der jeweiligen Beleihung von Wertpapieren angesetzt werden soll.

## Sicherheitenbewertung
Die gemeinsamen Kriterien der „banküblichen Sicherheiten“ werden nicht von allen aufgezählten Sicherheitenarten gleichmäßig erfüllt. Deshalb hat eine Sicherheitenbewertung zu erfolgen, in deren Prozess auch die Erfüllung der Kriterien als „bankübliche Sicherheit“ untersucht wird. Die unterschiedlichen Wertansätze kommen dann im Beleihungswert und der Beleihungsgrenze zum Ausdruck (siehe auch Übersicherung). Dabei müssen die Kreditinstitute sich nach § 25a KWG so organisieren, dass eine Realisierung der geschätzten Werte auch tatsächlich gelingt. Der Beleihungswert orientiert sich meist am Verkehrswert (Wohn- und Gewerbeimmobilien), auch an Nennwerten (Bankguthaben, Forderungen, Anleihen), Kurswerten (Aktien, Anleihen, Investmentzertifikate) oder an Rückkaufswerten (Lebensversicherungen). Der vom Beleihungswert vorgenommene Abschlag ist die Beleihungsgrenze, bis zu der Kreditinstitute maximal Kredit gewähren dürfen.

## Sicherheitenverstärkung
Banken behalten sich in den Kreditverträgen und/oder ihren AGB vor, eine Sicherheitenverstärkung, d. h. die Stellung weiterer werthaltiger Sicherheiten, zu verlangen, wenn die gestellten Sicherheiten an Wert verlieren oder die finanzielle Situation des Kunden sich verschlechtert. Diese einzelvertragliche Regelung wird durch § 490 Abs. 1 BGB gestützt. Zu diesem Zweck werden innerhalb der Kreditverträge Zusicherungen vereinbart (Covenants). Bestandteil der allgemeinen Covenants sind z. B. die „wesentliche Verschlechterung der wirtschaftlichen Verhältnisse“, die auf der Grundlage des § 490 Abs. 1 BGB Einzelbeispiele aufzählt, wann eine derartige Verschlechterung als eingetreten gelten soll. Im Rahmen finanzieller Covenants werden z. B. bei Firmenkunden Bilanzrelationsklauseln vereinbart, die die Einhaltung bestimmter Bilanzkennzahlen (Eigenkapitalquote, Verschuldungsgrad oder Cashflow) innerhalb einer bestimmten Bandbreite (sog. „headroom“) sicherstellen sollen. Abweichungen von diesen Covenants verpflichten den Kreditnehmer zur Stellung weiterer Sicherheiten oder lösen gar auf Gläubigerseite ein außerordentliches Kündigungsrecht aus.

## Aufsichtsrechtliche Fragen
Kreditsicherheiten wurden zunächst seit Januar 2007 in der Solvabilitätsverordnung als Kreditrisikominderungstechniken bezeichnet. Diese Vorschriften in den §§ 154 ff. SolvV a. F. wurden ab Januar 2014 durch die Kapitaladäquanzverordnung (englische Abkürzung CRR) ersetzt, die sich in den Artikeln 192 ff. mit Kreditrisikominderungen befasst. Nach der Legaldefinition des Art. 4 Abs. 1 Nr. 57 ist Kreditrisikominderung ein Verfahren, „das ein Institut einsetzt, um das mit einer oder mehreren Risikopositionen seines Bestands verbundene Kreditrisiko herabzusetzen“. Es wird unterschieden zwischen „Besicherung mit Sicherheitsleistung“ (Art. 4 Abs. 1 Nr. 58) und „Absicherung ohne Sicherheitsleistung“ (Nr. 59). Bei ersteren wird das Kreditrisiko dadurch vermindert, dass eine Bank das Recht hat, bei Ausfall des Kreditnehmers oder bei bestimmten anderen, mit der Gegenpartei zusammenhängenden Kreditereignissen bestimmte Vermögenswerte oder Beträge zu verwerten, ihren Transfer oder ihre Bereitstellung zu erwirken oder sie einzubehalten oder aber den Risikopositionsbetrag auf die Differenz zwischen diesem und dem Betrag einer Forderung gegen das Institut herabzusetzen bzw. diesen durch diese Differenz zu ersetzen. Damit sind Sachsicherheiten wie Sicherungsübereignung, Abtretung oder Verpfändung gemeint. Die „Absicherung ohne Sicherheitsleistung“ umfasst die Verpflichtungen eines Dritten, bei Ausfall des Kreditnehmers oder bestimmten anderen Kreditereignissen eine Zahlung zu leisten (Personensicherheiten wie Bürgschaft oder Garantie). Finanzsicherheiten und Gold sind nach Art. 207 Nr. 2 CRR insbesondere Wertpapiere, deren Emittentenbonität nicht wesentlich positiv mit der Kreditnehmerbonität korrelieren darf. Art. 202 CRR regelt die Anforderungen an andere Kreditinstitute, Versicherungen und Rückversicherungen sowie Exportkreditversicherungen als Sicherheitengeber. Eine von einer Gegenpartei gestellte Kreditsicherheit wird wie eine Forderung behandelt, die im Rahmen eines Derivatgeschäfts (Kaufposition) gegen die Gegenpartei besteht und am Tag der Ermittlung der Risikoposition fällig ist (Art. 279a CRR).
Art. 194 CRR verlangt von den Kreditinstituten, dass Kreditsicherheiten in allen relevanten Rechtsräumen rechtswirksam und durchsetzbar sind. Art. 207 Nr. 3 CRR schreibt vor, dass Kreditsicherheiten durch rechtliche Prüfung alle vertraglichen und gesetzlichen Anforderungen an die Durchsetzbarkeit ihres Sicherungsrechts in ihrem Rechtssystem erfüllen müssen und dies bei Bedarf zu wiederholen ist. Damit sollen Rechtsrisiken vermieden werden, die im Falle rechtsunwirksamer oder nicht durchsetzbarer Sicherheitenverträge zu den operationellen Risiken gerechnet werden (Art. 4 Abs. 1 Nr. 52 CRR).
Die Kreditsicherheiten wirken sich positiv auf die Erlösquote eines Kredites aus, denn die Verwertungserlöse verbessern diese betriebswirtschaftliche Kennzahl. In einer Studie zeigte sich, dass durch die Verwertung von Kreditsicherheiten die Erlösquote signifikant positiv beeinflusst werden kann. Nach der Sicherheitenart lag die Erlösquote im Beobachtungszeitraum zwischen 1984 und 2003 in Deutschland bei öffentlichen Bürgschaften mit 89 % des Sicherheitenwerts am höchsten, gefolgt von Bankguthaben (88 %), Grundpfandrechten (72 %), Lieferforderungen (50 %) und Sicherungsübereignungen (49 %), im Durchschnitt bei 72,9 %.

## Ökonomische Begründung für Kreditsicherheiten
Es gibt ökonomische Gründe für Kreditsicherheiten. Es wird nachfolgend zwischen symmetrisch und asymmetrisch verteilter Information zwischen Kreditnehmer und -geber unterschieden.

### Symmetrische Information
Dazu wird als Vergleichsmaßstab symmetrische Information betrachtet. Ein risikoneutraler Unternehmer nimmt zur Finanzierung eines Projekts einen Kredit auf. Mit einer bestimmten Wahrscheinlichkeit kommt es zur Rückzahlung des Kreditbetrages inklusive Zinsen. Bei einem Konkurs lässt sich dem Unternehmen noch ein bestimmter Vermögenswert entnehmen. Setzt man einen bestimmten Kapitalmarktzins für sichere Investitionen voraus, so lässt sich der Zins berechnen, den der Kapitalgeber verlangen muss, um im Erwartungswert die gleiche Verzinsung zu erhalten.
Besicherte und unbesicherte Kredite erzielen im Erwartungswert den sicheren Kapitalmarktzins: Eine Sicherheit mit einem Liquidationswert von dem Sicherheitsbetrag aufgezinst mit dem risikolosen Zinssatz wird mit 100-prozentiger Wahrscheinlichkeit zurückgezahlt. Der Rest des Erlöses bleibt beim Liquidationsbetrag. Auch mit einer Sicherheit entspricht die erwartete Rendite des Kreditengagements dem sicheren Kapitalmarktzins. Dies gilt für das gesamte Kontinuum zwischen voll besichert und unbesichert. Kreditsicherheiten bieten in dieser Welt symmetrischer Informationen folglich keinen Vorteil.
Daraus folgt, dass Kreditbesicherung in einer Welt symmetrischer Informationen irrelevant ist.

### Asymmetrische Information
Bei asymmetrischer Information führen Kreditsicherheiten zu einer Abmilderung der negativen Effekte von Qualitäts- und Verhaltensunsicherheit. Kreditsicherheiten lassen sich als Instrument einsetzen, um die Qualität der Kreditnehmer zu ermitteln.

#### Sortierungseffekt: Signal für hohe Kreditwürdigkeit
- Kapitalgeber bietet Verträge mit Zins-Sicherheiten-Kombinationen an: Bei höheren Sicherheiten ist der angebotene Kreditzins niedriger. Kreditnehmer, die hohe Sicherheiten anbieten, senden auf diese Weise ein Signal guter Qualität aus. Sicherheiten sind unter Umständen dazu geeignet, Kreditnehmer von einer Erhöhung des Risikos abzuhalten. Dazu werden das Vermögen, die Kreditsicherheit, die Liquidationskosten sowie der erwartete Gewinn und Kreditbetrag modelliert.
- Gute Kreditnehmer wählen Verträge mit niedrigem Zins und hohen Sicherheiten: Auf diese Weise ist eine Unterscheidung der Kreditnehmertypen durch den Kapitalgeber möglich.[7]

#### Anreizeffekt: keine Schädigung des Gläubigers
- Sicherheiten erhöhen den Rückzahlungsbetrag R, von dem an ein riskanteres Projekt gewählt wird: Mit der Bestimmung des kritischen Rückzahlungsbetrages gelingt es dem Kreditgeber, die Projektwahl des Kreditnehmers zu beeinflussen.
- Beeinflussung der Projektwahl mit einem Zinserhöhungsspielraum ohne adverses Selektionsverhalten

Im Ergebnis würde sich sogar ein Liquidationswert von Null für das Einfordern von Sicherheiten lohnen. Auf diese Weise werden nämlich die richtigen Anreizwirkungen erreicht.